# Хильдебрандт, Эдуард
Эдуард Хильдебрандт (Гильдебрандт) (9 сентября 1818—25 октября 1868) — немецкий художник. Профессор Берлинской Академии художеств. Представитель реалистической мюнхенской школы.

## Биография

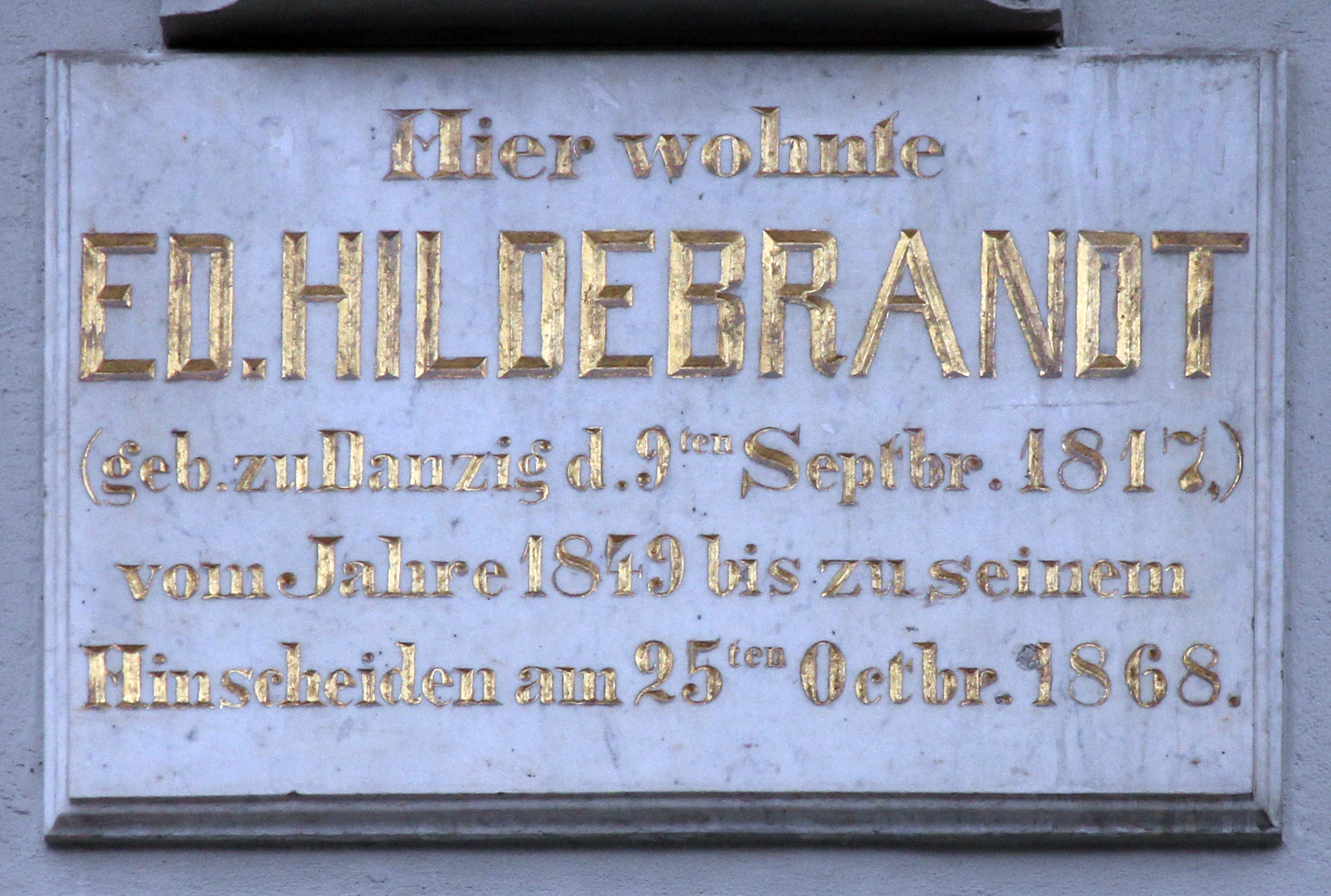
Мемориальная доска на доме, Am Kupfergraben 6a (район Берлина Митте)

В 1837 году уехал в Берлин. В 1839—1840 годах учился у В. Краузе; в 1841—1843 годах занимался в мастерской Изабе в Париже. В 1843 году на парижском салоне получил серебряную медаль.
В 1843—1845 годах совершил путешествие в Бразилию. Затем жил в Берлине. В 1847 году посетил остров Мадейра, Испанию и Португалию; затем — Дальний Восток (1851) и Скандинавию (1856). В 1862 году предпринял кругосветное путешествие: побывал в Ост-Индии, Китае, на островах Тихого океана, в Северной Америке и в 1864 году через Англию возвратился, в Берлин. Результатом этих многочисленных поездок, помимо значительного числа картин, написанных масляными красками, было огромное число карандашных набросков, эскизов и этюдов, исполненных преимущественно акварелью. Большинство этих работ хранится в Старой национальной галерее в Берлине; в 1872 году акварели были изданы в хромолитографиях под заглавием: «Um die Welt» и «Hildebrandt’s Aquarelle».
Первые произведения Хильдебрандта являлись простым воспроизведением обыденных явлений природы; но впоследствии, особенно во время кругосветного путешествия, он перешёл к передаче живописных эффектов, ярко характеризующих море, воздух, сушу и вообще климатические условия различных стран. В его произведениях видна виртуозность техники.
В Музее изобразительных искусств имени Пушкина находится его картина «На берегу» (1859). В Эрмитаже находится несколько акварелей Хильдебрандта с видами Ближнего Востока и Египта. 
Картина Хильдебрандта «Болото» находилась в коллекции А. А. Борисовского.